# بئاتریس مامپریمیر
بئاتریس مامپریمیر (انگلیسی: Beatrice Mompremier؛ زادهٔ ۸ اوت ۱۹۹۶) بازیکن بسکتبال اهل ایالات متحده آمریکا است.